# あいことば
『あいことば』は、日本のソロプロジェクト・LGMonkeesが2012年11月28日にエピックレコードジャパンから発売した1枚目のオリジナルアルバムである。

## 内容
前作『前回のLGMonkeesこと山猿です。』から約1年8ヶ月ぶり、LGMonkeesとしては前々作『LGMonkees』から約1年1ヶ月ぶりとなる初のオリジナルアルバム。
既発シングルの表題曲や新録曲のほか、『LGMonkees』『前回のLGMonkeesこと山猿です。』からも選曲されており、メジャーデビューからの約2年間を総括した内容となっている。そのためか、クレジット表記上では山猿とLGMonkees、2つの名義が用いられている。
初回プレス盤はジャケットがスリーブ仕様で、特典としてステッカーが同梱された。ステッカーはアルバム収録曲それぞれをロゴでイメージしたものとなっていた。
今作以降、作品のリリースは途絶え、2014年にLGMonkeesが解散したため、実質上LGMonkeesとして最後の作品となった。

## 収録曲
| #         | タイトル                             | 作詞                   | 作曲                                               | 編曲                                    | ストリングスアレンジ | 時間  |
| --------- | ------------------------------------ | ---------------------- | -------------------------------------------------- | --------------------------------------- | -------------------- | ----- |
| 1.        | 「3090〜愛のうた〜」                 | 山猿                   | HIRO from LGYankees                                | HIRO from LGYankees（補編曲：CHOKKAKU） |                      | 4:12  |
| 2.        | 「花火」                             | 山猿                   | headphone-Bulldog                                  | headphone-Bulldog                       |                      | 4:55  |
| 3.        | 「Life feat.Noa」                    | 山猿、Noa              | DJ No.2 from LGYankees                             | DJ No.2 from LGYankees                  |                      | 5:22  |
| 4.        | 「イマアイ」                         | LGMonkees、川村結花    | HIRO from LGYankees                                | 川口圭太                                |                      | 5:26  |
| 5.        | 「One Piece」                        | LGMonkees              | HIRO from LGYankees                                | 川口圭太                                |                      | 4:02  |
| 6.        | 「赤い実ハジケタ恋空の下」           | LGMonkees              | HIRO from LGYankees、KENNY                         | HIRO from LGYankees、KENNY              |                      | 4:18  |
| 7.        | 「NAGISA」                           | LGMonkees              | HIRO from LGYankees、KENNY、DJ No.2 from LGYankees | DJ No.2 from LGYankees                  |                      | 4:39  |
| 8.        | 「君は愛されてる」                   | LGMonkees              | LGMonkees、川口圭太                                | 川口圭太                                |                      | 5:58  |
| 9.        | 「未来列車」                         | 山猿                   | HIRO from LGYankees                                | HIRO from LGYankees                     | 真部裕               | 5:09  |
| 10.       | 「Grateful Days feat.Noa」           | 降谷建志、ACO、ZEEBRA  | 降谷建志、ACO、ZEEBRA                              | HIRO from LGYankees                     |                      | 4:28  |
| 11.       | 「ふるさと」                         | LGMonkees              | HIRO from LGYankees                                | 川口圭太                                |                      | 5:31  |
| 12.       | 「「ぼくが好きな君の夢」」           | DJ No.2 from LGYankees | DJ No.2 from LGYankees                             | DJ No.2 from LGYankees                  |                      | 5:03  |
| 13.       | 「きき手」                           | 山猿                   | headphone-Bulldog                                  | headphone-Bulldog                       |                      | 4:36  |
| 14.       | 「3090〜愛のうた〜 (Piano Version)」 | 山猿                   | HIRO from LGYankees                                | 河野圭                                  |                      | 4:52  |
| 合計時間: | 合計時間:                            | 合計時間:              | 合計時間:                                          | 合計時間:                               | 合計時間:            | 68:31 |

### 解説
1. 3090〜愛のうた〜
1stシングルの表題曲。
2. 花火
1stミニアルバムの収録曲。
3. Life feat.Noa
1stミニアルバムの収録曲。
4. イマアイ
1stデジタルシングルの表題曲。
5. One Piece
6. 赤い実ハジケタ恋空の下
2ndデジタルシングルの表題曲。
7. NAGISA
映画『今日、恋をはじめます』のテーマソングに起用された楽曲[3]。今作を経て翌週に発売されたオムニバス『「今日、恋をはじめます」オフィシャルアルバム』にも収録された[4]。
8. 君は愛されてる
単独作品としては初めて山猿が作曲にも参加した楽曲[注 1]。
9. 未来列車
2ndミニアルバムの収録曲。
10. Grateful Days feat. Noa
1stミニアルバムの収録曲。
11. ふるさと
12. 「ぼくが好きな君の夢」
今作中唯一、山猿が制作に参加していない楽曲。
13. きき手
2ndミニアルバムの収録曲。
14. 3090～愛のうた～ (Piano Version)
ボーナストラック。1stシングルの表題曲のピアノバージョン。

## 参加ミュージシャン
- LGMonkees：Vocal

Support Musician
- DJ No.2 from LGYankees：Manipulate
- KENNY：Manipulate
- 加藤秀俊：Manipulate、Piano (#6)
- CHOKKAKU：Instrumental (#1)
- 川口圭太：Guitar & Bass (#4)
- 高橋洋介：Guitar (#6)
- 奥山明：Guitar (#13)
- 河野圭：Piano (#14)
- 今村舞：Drums (#4)
- 弦一徹ストリングス：Strings (#1)
- 真部裕ストリングス：Strings (#9)

## タイアップ
- KBCテレビ系スポーツ中継『第94回全国高等学校野球選手権大会』イメージソング (#1)
- 伊豆シャボテン公園『元祖カピバラの露天風呂』30周年キャンペーンソング (#4)
- ドワンゴ『dwango.jp』CMソング (#4)
- エムティーアイ『music.jp』CMソング (#4)
- 東宝配給映画『今日、恋をはじめます』テーマソング (#7)
- 福岡市薬剤師会・エフエム福岡・福岡市社会貢献事業『ダメ。ゼッタイ。薬物乱用防止キャンペーン』キャンペーンソング (#8)
- 日本テレビ系列トーク番組『ブランディア うれしいことふやそう！』2010年9月度エンディングテーマ (#10)
- 『第64回鹿児島県高等学校サッカー競技大会全国高校総体・県大会決勝戦』テーマソング (#13)